# Stari Golubovec
Stari Golubovec is een plaats in de gemeente Lobor in de Kroatische provincie Krapina-Zagorje. De plaats telt 251 inwoners (2001).